# Деррі

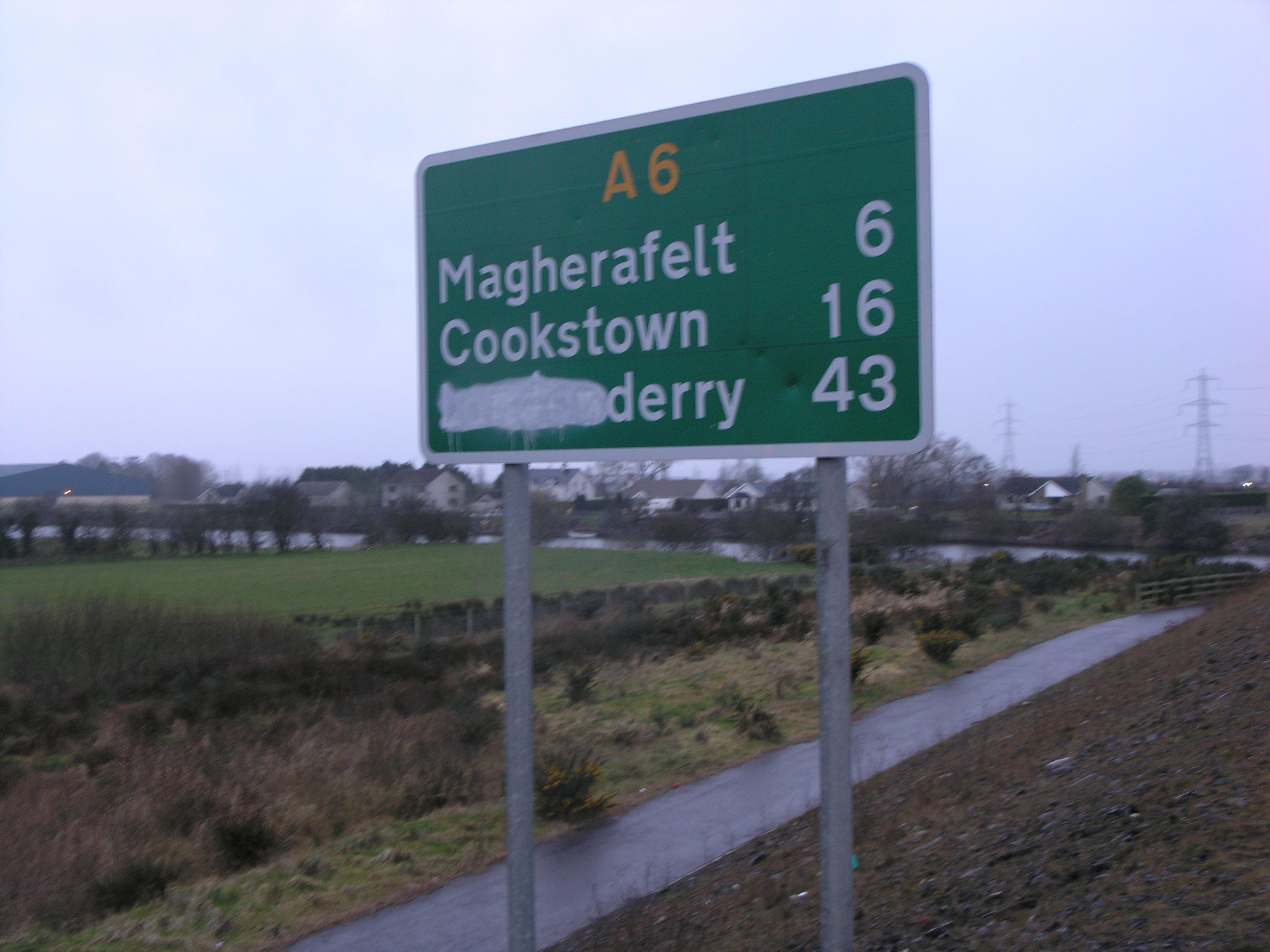
Дорожній знак з замальованою частиною «London» у назві міста «Лондондеррі»

Де́ррі, або Лондондеррі (англ. Derry, Londonderry; ірл. Doire, Doire Cholmchille) — місто в північно-західній частині Ольстеру (Північної Ірландії), адміністративний центр однойменного графства, великий економічний центр і морський порт. Друге найбільше місто Північної Ірландії та п'яте найбільше на острові Ірландія.

## Географія
Історично Деррі виник як монастирський центр, потім як порт і місто захищене мурами в гирлі річки Фойл, біля затоки Лох-Фойл. Перші споруди знаходилися на західному березі, зараз місто розташовується на обох берегах, з'єднаних двома мостами.

## Історія

### Ранні роки
За легендою святим Колумбом у VI столітті тут на схід від річки Фойл був заснований християнський монастир. Не обов'язково сам Колумб заснував монастир, але монастир входив до об'єднання церков що вважали Колумба своїм духовним головою.
Хоча вікінги бували в Ірландії, Деррі не зазнав значних збитків від їх рейдів.

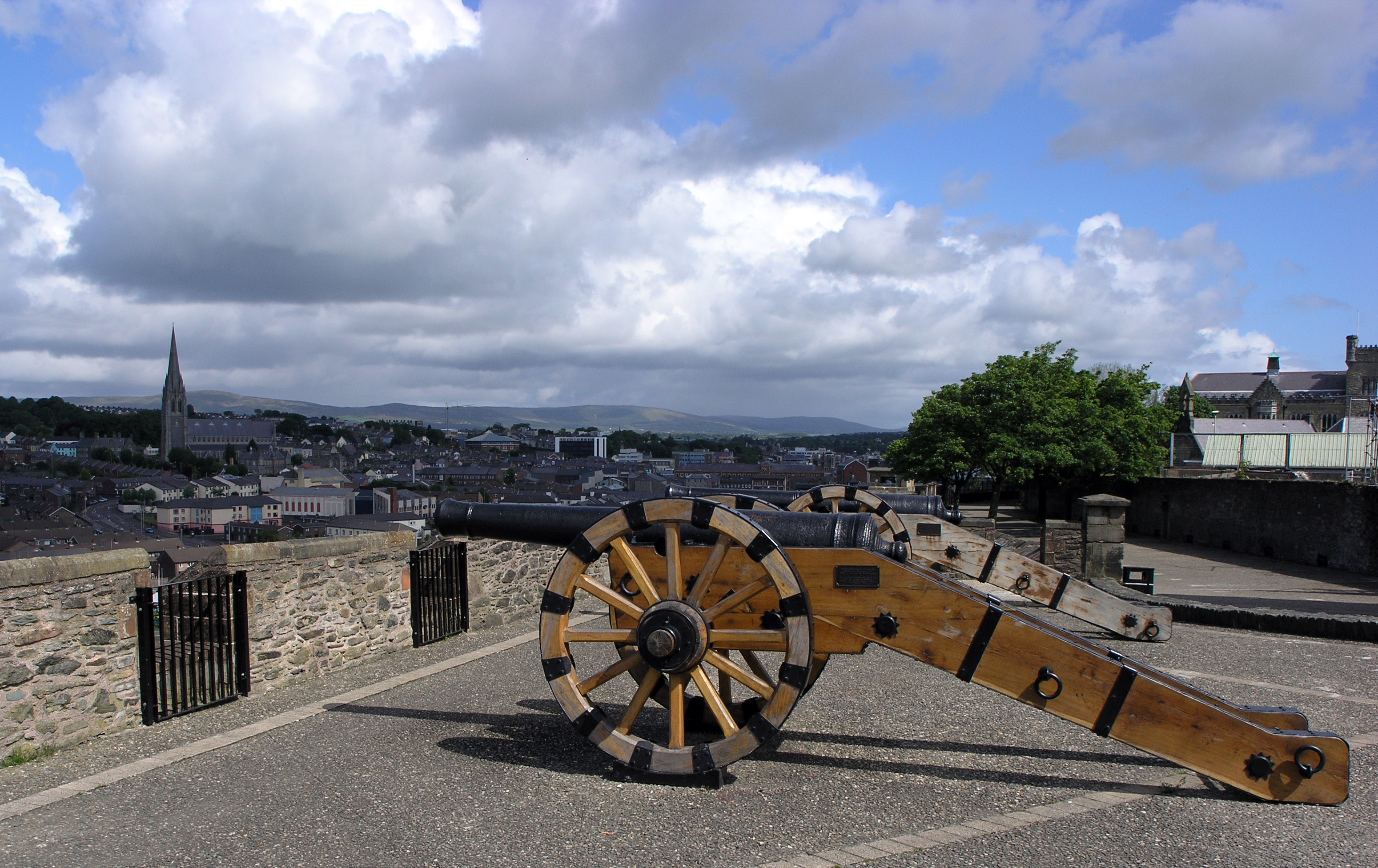
Гармата на мурах Деррі

Місто Деррі розквітло у XII⁣ — ⁣XIII сторіччях, коли клан МакЛохлінів закріпився у поселенні. Під їх заступництвом, Деррі досягло успіхів: населення зростало; монастир і його школа процвітала, були зведені престижні будівлі. З падінням МакЛохлінів, деякі з яких стверджували, що були королями всій Ірландії, Деррі стає провінційним містечком.
У другій половині XVI століття Єлизавета I намагалась завоювати Ольстер, але зазнала значних труднощів у цій справі. Уперше англійці встановили залогу в Деррі у 1566 році — проте мали піти кількома роками пізніше. Англійці повернулись у 1600 році під час Дев'ятирічної війни. У 1603 році було засновано торгове поселення, у 1608 році ірландці під керівництвом Кагіра О'Догерті знищили поселення. Заколот був придушений, а О'Догерті — страчений.

### Англійська колонізація
До 1610 року нинішні землі Деррі були частиною графства Донегол, поки король не передав західний берег Фойла, разом з частинами графств Колрейн, Антрім і Тирон, «Поважному ірландському суспільству» (The Honourable The Irish Society), заснованим лондонськими ліврейними компаніями для колонізації графства Деррі, а місто було перейменовано в Лондондеррі. Це було частиною зусиль корони з англійської колонізації Ольстеру.
Деррі був першим містом з регулярним плануванням в Ірландії. Будівництво велося в 1613—1619 роки й обійшлося в £10.757. Згідно з королівським указом, місто займало площу радіусом в 3 ірландські милі (близько 6,1 км).
Сучасне місто зберігає планування XVII століття. Найстарший будинок міста теж належить до тієї епохи — це готичний собор святого Колумби 1633 року.

### XVII століття
У 1640-х роках місто постраждало від Воєн трьох королівств, починаючи з повстання 1641 року, коли католики зробили невдалу спробу захопити місто. У 1649 році місто, яке підтримувало парламент, було під облогою військ шотландських пресвітеріанців — прихильників монархії. Допомога місту прийшла від несподіваного союзу круглоголових під командуванням Монка і католиків, якими командував Owen Roe O'Neill. Вони знову стали ворогами після висадки Армії нового зразка в Ірландії в 1649. Війна в Ольстері закінчилася розгромом ірландської католицької армії в битві при Scarrifholis в 1650.
Під час англійської «Славної революції», станом на листопад 1688 року лише Деррі й сусідній Енніскіллен були зайняті протестантами. 7 грудня до міста підійшла армія з 1200 осіб під керівництвом Олександра Макдоннела, графа Антріма. Місто не впустило війська. У квітні до стін підійшли основні сили Якова II і почалася облога, що тривала 105 днів. Лише наприкінці червня три вільямітських кораблів змогли прорвати блокаду. За цей час від 7 тисячного гарнізону залишилося менше половини. Спільні втрати доходять до 10.000 осіб.

### XVIII та XIX століття
У XVIII столітті в місті було побудовано багато будинків в георгіанському стилі, що збереглися до наших днів. Перший міст через Фойл був побудований в 1790 році. У XVIII й XIX століттях звідси покидали Ірландію багато емігрантів, котрі заснували, серед іншого, міста Деррі і Лондондеррі в Нью-Гемпширі, США.

### XX століття
Під час першої світової близько 5000 жителів міста обох конфесій служили в британській армії.
Протягом ірландської війни за незалежність в місті було багато сутичок між католиками й протестантами. Багато жителів міста загинули або були змушені покинути свої будинки. Зрештою, місцеві політики змогли домовитися і насильство припинилося.
У 1921 році, в результаті поділу Ірландії, Деррі став прикордонним містом, втративши старі економічні зв'язки з регіоном Донегол.
У другу світову війну місто відіграло велику роль в Битві за Атлантику. Порт використовувався кораблями Королівського флоту, канадського флоту, і інших союзників. У місті були розквартировані 20 000 британських, 10 000 канадських і 6000 американських моряків. Відповідно до секретної угоди з Британією, в місті розташовувалася база ВМФ США, перша, заснована ними в Європі.
Після другої світової місто почало занепадати, безробіття зросло. Спроби «Комітету за університет в Деррі» відкрити тут ВНЗ не увінчалися успіхом.
Місто стало одним із центрів правозахисного руху в Північній Ірландії, бо католики відчували політичну й економічну дискримінацію з боку проанглійської влади. 1968 року уряд заборонив проведення демонстрації, організованої «Асоціацією цивільних прав Північної Ірландії», і розігнало її силами поліції. Події, що відбулися за парадом «підмайстер Деррі» в серпні 1969 року, закінчилися Сутичкою за Богсайд і, зрештою, привели до початку широкомасштабного конфлікту в Північній Ірландії.
1972 рік був відзначений трагедією Кривавої неділі, коли 13 учасників мирного маршу протесту були застрелені й ще 13 поранені британськими військами. Також в місті діяв «Рух на захист цивільних прав». На початку 1970-х років в Деррі була широкомасштабна військова присутність англійців, з усім тим, не припинило хвилювання. У багатьох районах жителі зводили барикади, що перешкоджали англійським силам.
Напруженість поступово спадала до кінця конфлікту наприкінці 1980-х і початку 1990-х років.

## Економіка
Деррі — другий за значенням економічний центр Північної Ірландії. Тут традиційно розташовувалися підприємства лляної, швейної, хімічної (DuPont) і харчової промисловості. Останніми роками розвивається високотехнологічний сектор.

## Освіта та культура
У Деррі розташований кампус Ольстерського університету (раніше називався Magee College). Однак, досі звучать заклики відкрити в місті незалежний університет.
У місті розташований також Північно-Західний регіональний коледж, де навчаються близько 30.000 студентів.
У Деррі знаходиться одна з двох найстаріших в Північній Ірландії середніх шкіл — Фойл- і Лондондеррі-коледж. Вона була заснована в 1616 році.

## Спорт
В місті є футбольна команда «Деррі Сіті», що грає у Ірландській лізі, та команди Інститут та Оксфорд Юнайтед Старс що грають у лізі Північної Ірландії. Команда Деррі ГАА грає у кельтський футбол.
Місто має кілька клубів з боксу, найвідоміший з яких The Ring Boxing Club, за який виступали Чарлі Неш та Джон Дадді.

## Відомі мешканці
- Джон Г'юм, лауреат Нобелівської премії миру за 1998 рік
- Шеймас Гіні, лауреат Нобелівської премії з літератури за 1995 рік
- Дана Розмері Скеллон, співачка
- Даррон Гібсон, футболіст
- Шейн Фергюсон, футболіст
- Аманда Бертон, актриса
- Рома Дауні, актриса
- The Undertones, рок-група
- Джойс Кері, письменник
- Шеймас Дін, письменник
- Дженніфер Джонсон, письменниця
- Нелл МкКаферті, журналіст
- Ендрю Ітон, режисер

## У культурі
Вигадане містечко Деррі, назване так першопоселенцями на честь міста й графства Деррі в Північній Ірландії, є основним місцем дії роману Стівена Кінґа «Воно» (1986) та згадується в інших його творах, зокрема, у романі «11/22/63» (2011).